# Qman
Qman, kurz für Guangdong Qman Toys Industry Co., Ltd. ist ein chinesischer Hersteller von Spielzeug aus Kunststoff, insbesondere Klemmbausteinen.

## Geschichte
Qman ging nach eigenen Angaben aus der 1984 gegründeten Shantou Chenghai Huaxin Plastic Moulding Factory hervor. Der Unternehmer Zhan Kehua hatte von einer Auslandsreise Sets von Klemmbausteinen nach China mitgebracht. Er beobachtete das große Interesse seiner Kinder an dem Spielzeug und beschloss 1994, mit Qman eine chinesische Klemmbausteinmarke zu entwickeln. Bis 2019 wurden die Qman-Bausteine unter der Marke Enlighten vertrieben. Aufsehen erregte im Jahr 2004 eine rechtliche Auseinandersetzung mit dem Marktführer Lego, der nach einem gewonnenen Prozess die vom finnischen Zoll beschlagnahmte und für den russischen Markt vorgesehene Ware von 54.514 Qman-Sets durch eine Planierraupe vernichten ließ.
Enlighten vertrieb vorrangig eins-zu-eins-Kopien von Lego-Sets und ging dabei soweit die eigenen Packungen aus Fotokopien der originalen Legoverpackungen herzustellen, auf denen lediglich das LEGO Logo mit dem eigenen ersetzt wurde. Noch heute tritt das Unternehmen unter dem geänderten Namen Qman mit dem Slogan „enlighten your dreams“ auf. Im außereuropäischen Raum werden nach wie vor eins-zu-eins-Kopien von Lego-Sets unter der Marke Enlighten vertrieben.
Nach Angaben des Unternehmens wurde 2017 die Marke von 15 Milliarden verkauften Klemmbausteinen im Jahr überschritten. Qman gehört heute im asiatischen Raum zu den größten Herstellern von Konstruktionsspielzeug.

## Produkte und Sortiment

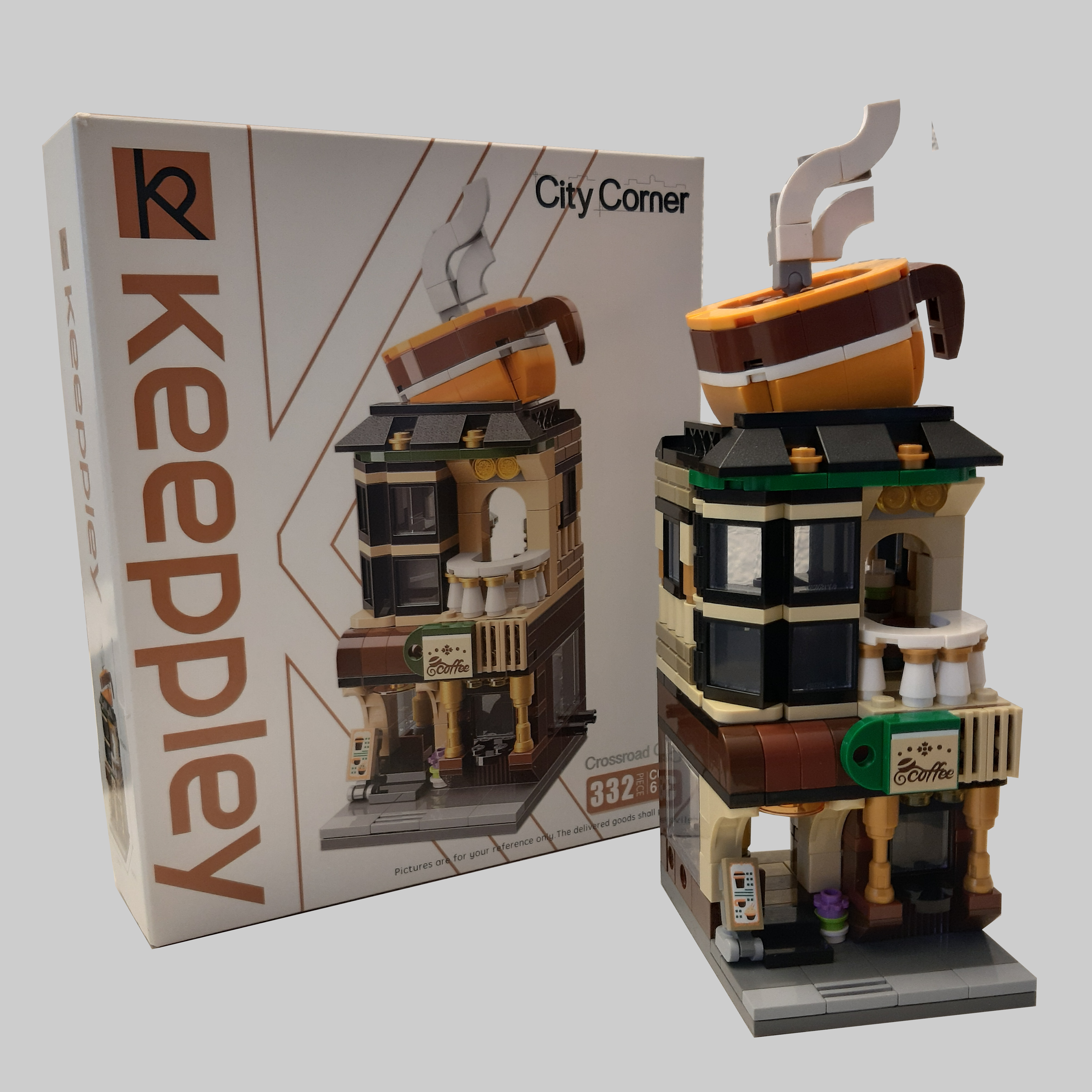
Kaffeehaus aus der Keeppley City Corner Serie von Qman

Qman vertreibt hauptsächlich Klemmbausteine mit Noppen im 8mm-Format, die „exakt kompatibel zu Legos Original sind“. Die Firma bietet eine Vielzahl von Sets in verschiedenen Themenwelten an. Ähnlich wie der polnische Hersteller Cobi führt auch Qman ein verhältnismäßig großes Sortiment militärischer Baukästen. Zu den Themenwelten gehören:
- Colorful City: Leben in der Stadt
- Mine City Fire Rescue: Feuerwehr
- Mine City Police: Polizei
- Mine City Racing Cars: Autorennen
- Mine City Space Flight: Erkundung des Weltraums
- Octonauts: lizenzierte Modelle zur Kinderserie Die Oktonauten
- Trans-Collector: Kampfroboter ähnlich den Transformers
- SWAT Police: Thematisiert den Konflikt zwischen einer schwer bewaffneten Polizei und Superschurken
- Wildlife Police: Eine Themenserie, die sich um den (modernen) bewaffneten Konflikt zwischen Wilderern und Wildhütern dreht
- Combat Zones Fire: Moderne Militärmodelle
- Thunder Mission: Kampf zwischen UN-Truppen und Terroristen
- Cherry: Die Serie richtet sich speziell an Mädchen, es dominiert die Farbe Pink, dazu kommen die vier benannten Figuren Doris, Cherry, Abby, und Emily
- Princess Leah: Leben als Märchen-Prinzessin
- The War of Glory: Ritter, Elfen, Fantasy
- Monkeyking – Story of WuKong: Themenwelt angelehnt an die Geschichte von Sun Wukong
- EnJoy Bricks Basic Cognition: großformatige Steine, die sich an Kleinkinder richten, vergleichbar mit Lego Duplo
- Build n Learn: Kreativboxen, Steinesammlungen
- Keeppley: Die Serie richtet sich primär an Erwachsene, es handelt sich meist um Architektonische Sammler-Modelle, die nicht zum Spielen gedacht sind
- Model Power: Ferngesteuerte Autos sowie Modelle von Waffen im Maßstab 1:1

## Rezeption
Einem breiteren deutschen Publikum wurde Qman im Jahr 2021 bekannt, nachdem das Unternehmen Lego wegen potentieller Markenrechtsverletzung einen Container mit Qman-Produkten durch den Zoll beschlagnahmen ließ und juristisch gegen den europäischen Qman-Generalimporteur Thorsten Klahold vorging. Die Auseinandersetzung erzeugte ein breites Medienecho. Mehrere reichweitenstarke Webvideoproduzenten wie z. B. Gronkh schalteten sich in den Konflikt ein. Dabei wurde zumeist die Darstellung von Klahold übernommen, dass Klahold in Form der Steingemachtes GmbH und Qman unbescholtene Firmen seien, die zu Unrecht unter Generalverdacht gestellt würden als Teil unfairer Praktiken von LEGO Konkurrenz vom europäischen Markt fernzuhalten.
Wenig Beachtung fand jedoch, dass Klahold auf seinem geschäftlich genutzten YouTube-Kanal „Johnny‘s World“ zuvor immer wieder Plagiate chinesischer Hersteller wie Lepin vorgestellt und Tipps gegeben hatte wie man diese am besten durch den deutschen Zoll bekomme. Laut der Internetseite stonewars.de wurden Inhalte auf dem Kanal zur Beschaffung von Produktfälschungen nach einem Interview mit Thorsten Klahold gelöscht. Ebenfalls größtenteils unerwähnt blieb, dass sich hinter der beim Zoll zurückgehaltenen Klemmbausteinmarke Qman das gleiche Unternehmen verbirgt, welches bis 2019 unter dem Namen Enlighten in großem Umfang eins-zu-eins-Kopien von Lego-Sets vertrieb und damit ein ähnliches Geschäftsmodell betrieb wie der Hersteller Lepin, der sowohl in Europa als auch China wegen Produktfälschung verurteilt wurde.
Die Produkte von Qman galten nach Ansicht von Thomas Panke und dem damaligen Qman-Generalimporteur Thorsten Klahold als qualitativ hochwertig und denen des Marktführers Lego ebenbürtig. Lego hingegen verwies auf die Verletzung ihrer Rechte in Bezug auf Qman Minifiguren und bezweifelte die Unbedenklichkeit der Kunststoffbausteine im Sinne europäischer Richtlinien in Bezug auf Schadstoffbegrenzungen in Kunststoffen im Allgemeinen.
Thorsten Klarholds Steingemachtes GmbH unterlag schließlich im Rechtsstreit, in Bezug auf die geltend gemachten Markenrechtsverletzungen hinsichtlich der Minifiguren durch die Antragstellerin, vor dem Landgericht Düsseldorf im August 2022. Klahold hat im August 2023 die Zusammenarbeit mit Qman beendet.